# Bernate Ticino
Bernate Ticino település Olaszországban, Lombardia régióban, Milánó megyében. Lakosainak száma 2952 fő (2023. január 1.). Bernate Ticino Boffalora sopra Ticino, Cuggiono, Galliate, Mesero, Romentino, Trecate és Marcallo con Casone községekkel határos.

## Népesség
A település népességének változása:
| Lakosok száma | 3092 | 3076 | 3054 | 2952 |
|               | 2013 | 2017 | 2018 | 2023 |